# La Nueva Era
La Nueva Era (Barcelona 1930-1936), va ser una revista de publicació irregular editada, en la seva primera època, per la Federació Comunista Catalanobalear (FCCB)i dirigida per Joaquim Maurín. L'any 1936 fou editada pel POUM i dirigida per Andreu Nin.
Pere Pagès va publicar "La Nueva Era. Antología de una revista revolucionària" (1979), selecció d'articles publicats a la revista entre 1930 i 1936.